# ذوبل
ذَوْبَل (الاسم العلمي: Pseudopeziza)، جنس فطور مجهرية من فصيلة الديرميات. أنواعه ثلاثة

## الأنواع
- ذوبل النفل
- ذوبل الكرمة
- ذوبل الفصة

## روابط خارجية
- Pseudopeziza at فهرس فونغوروم